# Mercato Saraceno
Mercato Saraceno is een gemeente in de Italiaanse provincie Forlì-Cesena (regio Emilia-Romagna) en telt 6442 inwoners (31-12-2004). De oppervlakte bedraagt 99,8 km², de bevolkingsdichtheid is 62 inwoners per km².

## Demografie
Mercato Saraceno telt ongeveer 2514 huishoudens. Het aantal inwoners steeg in de periode 1991-2001 met 2,2% volgens cijfers uit de tienjaarlijkse volkstellingen van ISTAT.
| Jaar | Inwoneraantal |
| ---- | ------------- |
| 1991 | 6051          |
| 2001 | 6185          |

## Geografie
Mercato Saraceno grenst aan de volgende gemeenten: Bagno di Romagna, Cesena, Novafeltria (PU), Roncofreddo, Sarsina, Sogliano al Rubicone, Talamello (PU).
Bagno di Romagna · Bertinoro · Borghi · Castrocaro Terme e Terra del Sole · Cesena · Cesenatico · Civitella di Romagna · Dovadola · Forlimpopoli · Forlì · Galeata · Gambettola · Gatteo · Longiano · Meldola · Mercato Saraceno · Modigliana · Montiano · Portico e San Benedetto · Predappio · Premilcuore · Rocca San Casciano · Roncofreddo · San Mauro Pascoli · Santa Sofia · Sarsina · Savignano sul Rubicone · Sogliano al Rubicone · Tredozio · Verghereto
- Library of Congress Control Number: n2004024655
- Nationale Bibliotheek van Tsjechië: ge1159466
- Nationale Bibliotheek van Israël: 987007469855805171
- Virtual International Authority File: 132729462

1. ↑  https://demo.istat.it/?l=it.